# Blue Impulse
El Blue Impulse (ブルーインパルス Burū Inparusu?,  en español: «Impulso Azul»), o Escuadrón 11, es el grupo de vuelo acrobático de la Fuerza Aérea de Autodefensa de Japón. Se formó originalmente en 1960 empleando seis North American F-86 Sabre, para cambiar a Mitsubishi T-2 en 1980 y finalmente a Kawasaki T-4 en 1995. Están ubicados en la Base Aérea de Matsushima.

## Historial
- 1960: Fundación.
- 1964: Exhibición en la apertura de los Juegos Olímpicos de Tokio 1964.
- 1982: Accidente el 14 de noviembre en la Base Aérea de Hamamatsu. Un T-2, el número 4, se estrella.
- 1991: Accidente el 4 de julio. Dos T-2, los números 2 y 4, colisionan.
- 1998: Exhibición en la apertura de los Juegos Olímpicos de Nagano 1998
- 2000: Accidente el 4 de julio en la Península de Oshika. Dos T-2, los números 5 y 6, colisionan.
- 2002: Exhibición en la apertura de la Copa Mundial de Fútbol de 2002.
- 2011: La Base Aérea de Matsushima es devastada por un tsunami, afectando a los aviones allí estacionados.
- 2015: Exhibición en la apertura del 23.er Jamboree Scout Mundial.

## Aviones utilizados

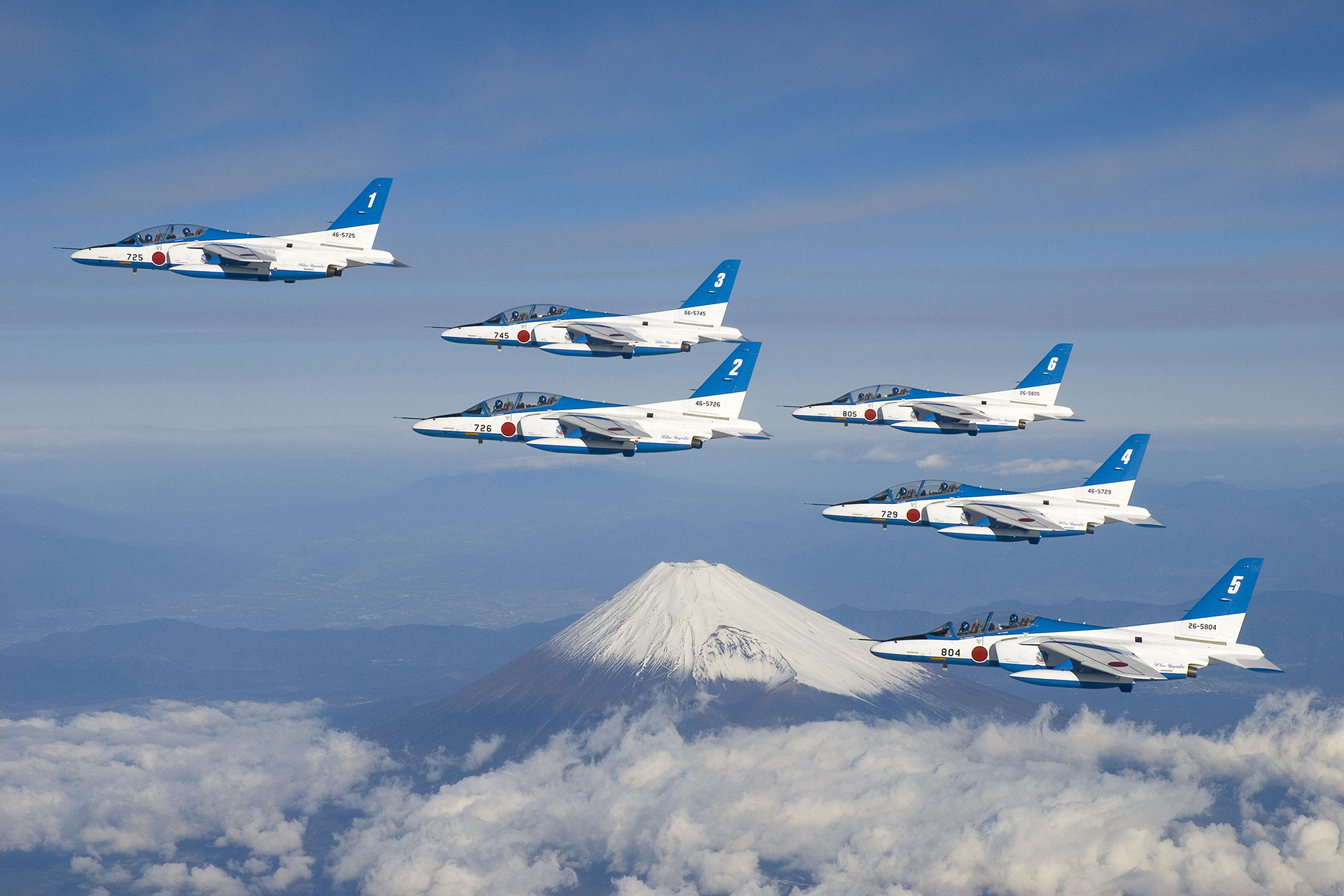
Cuatro Kawasaki T-4 de los Blue Impulse.

| Avión                      | Número      | Periodo           |
| -------------------------- | ----------- | ----------------- |
| North American F-86F Sabre | 5           | 1960 — 1981       |
| Mitsubishi T-2             | 6           | 1982              |
| inactividad                | inactividad | 1982 — 1983       |
| Mitsubishi T-2             | 6           | 1983 — 1991       |
| inactividad                | inactividad | 1991 — 1992       |
| Mitsubishi T-2             | 6           | 1992 — 1995       |
| Kawasaki T-4               | 6           | 1996 — actualidad |

## Cultura popular
- El videojuego de 1999 para la videoconsola Dreamcast titulado AeroWings fue llamado Aero Dancing featuring Blue Impulse en Japón.
- En el videojuego War Thunder están representados 2 aviones del grupo acrobático en la rama japonesa de aviones, un F-86F-40 Sabre (camuflaje por defecto) y el Mitsubishi T-2 (Camuflaje desbloqueable).